# Guro
Guro, japanskt uttryck från gurotesuku "grotesk" som betecknar bilder som föreställer död, döda, dödandet eller all annan form av våld. Ett exempel på guro är Waita Uzigas Mai-chans daily life, där porr, tortyr, lemlästning och död blandas samman i en grotesk kombination.
Den fick sitt första framträdande i 1920-talet i japansk litteratur, och benämns som ett område inom Hentai.